# National Front
Het National Front (NF) is een extreemrechtse, fascistische politieke partij in het Verenigd Koninkrijk. Momenteel wordt de partij geleid door Tony Martin. De partij heeft nimmer zetels gehaald bij verkiezingen voor het Britse of Europese parlement, maar wel een klein aantal lokale raadszetels verworven.
De partij werd opgericht in 1967 en bereikte haar electorale hoogtepunt in het midden van de jaren zeventig, toen het enige tijd in populariteit de vierde partij van het VK was.
Het NF werd opgericht door A.K. Chesterton, voorheen actief in de British Union of Fascists, een fusie tussen zijn eigen groep Loyalists League of Empire en de British National Party. Hierbij kwam de Greater Britain Movement, waarvan leider John Tyndall de voorzitter werd van het NF in 1972. Onder leiding van Tyndall profiteerde de partij van de groeiende bezorgdheid over immigratie in Groot-Brittannië, waardoor het aantal leden en stemmen in stedelijke gebieden snel toenam, met name in Oost-Londen en Noord-Engeland. Het NF organiseerde anti-immigratie-marsen die door tegenstanders opgevat werden als provocaties. Op 13 augustus 1977 kwam het bij een dergelijke mars tot een massaal gewelddadig treffen tussen NF-aanhangers, politie en tegendemonstranten in Lewisham, dat bekend zou worden als "The Battle of Lewisham".
In 1982 verliet Tyndall het NF om een nieuwe British National Party (BNP) te vormen. Veel NF-leden liepen over naar deze nieuwe BNP van Tyndall. In de jaren tachtig splitste het NF zich in twee splintergroeperingen: de ene noemde zich de Flag NF en de andere de Official NF.
In 1995 transformeerde de leiding van de Flag NF deze partij in de National Democrats, hoewel een resterende kleine splintergroep doorging met de naam National Front.